# Rove, Škofiče
Rove (nemško Roach) je naselje v Občini Škofiče v Okraju Celovec-dežela na Koroškem v Avstriji.